# Serjania polyphylla
Serjania polyphylla är en kinesträdsväxtart som först beskrevs av Carl von Linné, och fick sitt nu gällande namn av Jean Louis Marie Poiret och Ernst Gottlieb von Steudel. Serjania polyphylla ingår i släktet Serjania och familjen kinesträdsväxter. Inga underarter finns listade i Catalogue of Life.